# Zapadlí vlastenci
Zapadlí vlastenci je venkovský realistický historický román, který napsal Karel Václav Rais a ilustroval Adolf Kašpar. Nejprve byl vydán časopisecky roku 1893 ve Světozoru, roku 1894 u K. Šimáčka knižně. Příběh je ovlivněn zápisky Věnceslava Metelky, učitele v Pasekách nad Jizerou.

## Hlavní postavy
- Karel Čermák
- učitel Václav Čížek
- farář Prokop Stehlík
- Albínka

## Děj
Karel Čermák nastoupil jako učitelský pomocník v Pozdětíně, malé vesničce v horách, kde byl srdečně přijat učitelem Čížkem a jeho rodinou. Pan učitel i pan farář byli muzikanty, a když se dozvěděli, že Čermák je také muzikantem, jejich sympatie k němu ještě vzrostly. Pomocník Čermák se při častých návštěvách na faře seznámil s Albínkou, farářovou neteří, a zamilovali se do sebe. Pomocníka však sváděla vdova Žaláková. Ta řekla Albínčině otci, že je Čermák nemanželské dítě, což ho velmi pohoršilo, proto poslal Albínku studovat do Prahy. Na jedné slavnosti byl přítomen i inspektor, pravý Čermákův otec, který zjistil, že je Čermák jeho syn, a zhroutil se. Čermák s Čížkem se později vydávají do Prahy, kde jsou rozčarováni z používání němčiny. Čermák se tam také setkává s Albínkou. Po čase se stává kantorem a Albínčin otec jim konečně povolí svatbu.

## Filmová podoba
Dílo bylo v roce 1932 zfilmováno, stejnojmenný český film natočil režisér Miroslav Josef Krňanský.
V roce 1955 vznikla také rozhlasová adaptace románu v režii Jiřího Vasmuta. Rozhlasové úpravy a dramaturgie se ujala Jaroslava Strejčková. Ve hře vystoupili např. Otomar Korbelář, Rudolf Křivánek, Vlasta Jelínková, Jiří Mikota a další.

### Dílo online
- RAIS, Karel Václav. Zapadlí vlastenci. 1. vyd. Praha: K. Šimáček, 1894. 380 s. Dostupné online.
- RAIS, Karel Václav. Zapadlí vlastenci. 5. vyd. Praha: Unie, 1909. 461 s. Dostupné online.